# Lipsky+Rollet architectes
Pour les articles homonymes, voir Lipsky.
 (février 2019).
Lipsky+Rollet architectes est une agence d'architecture fondée en 1990 par Florence Lipsky et Pascal Rollet. 
Elle est lauréate du prix de l'Équerre d'argent en 2005 pour la Bibliothèque Universitaire des Sciences implantée sur le campus d'Orléans-la-Source,. Ce bâtiment a plus tard été labellisé «  Architecture contemporaine remarquable  ».

## Parcours personnels
Nés tous deux en 1960, Florence Lipsky et Pascal Rollet sont diplômés la même année de l’école d’architecture de Grenoble (1985). 

### Florence Lipsky
Florence Lipsky a effectué une partie de ses études auprès du philosophe Bruno Queysanne. Elle a travaillé avec l'architecte italien Giancarlo De Carlo (membre du mouvement Team X) lors des séminaires de l'ILAUD à Sienne et Urbino (1982). Elle a été lauréate du programme Lavoisier et de la Villa Médicis Hors-les-Murs pour mener des recherches sur les campus américains. Elle a été pensionnaire de la villa Kujoyama à Kyoto pour une étude sur les campus japonais. Elle est docteur en architecture (université Versailles Saint-Quentin en Yvelines - 2014), enseignante-chercheuse à l'École d'architecture de la ville et des territoires à Marne-la-Vallée. Elle est membre titulaire de l'Académie d'architecture. En 2020, elle est lauréate du prix « Femme Architecte » pour l’ensemble de son œuvre, prix organisé par l'Arvha (Association pour le soutien des femmes françaises architectes).

### Pascal Rollet
Pascal Rollet a été formé dans le cadre d'opérations expérimentales de constructions très économiques menées par CRAterre, groupe de recherche international spécialisé sur la construction en terre crue. Il a notamment participé aux opérations de développement local par la filière de l'industrie d'un habitat écoresponsable dans l'île de Mayotte (1982-1984). En 1989, il a obtenu un master d'architecture de l'Université de Californie à Berkeley, sous la direction de Stanley Saitowitz et Lars Lerup. Pascal Rollet est professeur à l'École nationale supérieure d'architecture de Grenoble dont il a été président du Conseil d'Administration entre 2010 et 2014. Il est responsable scientifique de la chaire « Habitat du Futur » labellisée par la direction de l'architecture et du patrimoine du ministère de la culture, regroupant les écoles d'architecture de Clermont-Ferrand, Grenoble, Lyon et St Etienne aux Grands Ateliers. Il est membre de l'unité de recherche Architecture, Environnement & Cultures Constructives (AE&CC) regroupant les équipes CRATerre et Cultures Constructives, labellisée LABEX dans le cadre des investissements d'avenir en 2009. Il a été Faculty Advisor de la Team Rhône-Alpes pour le Solar Decathlon Europe 2010 et 2012. Il a dirigé l'édition 2014 de la compétition du Solar Decathlon Europe qui s'est tenue à Versailles en juin et juillet 2014. Il est membre du conseil d'experts de la Energy Endeavour Foundation qui supervise les différentes éditions du Solar Decathlon Europe.

## Distinctions
- Lauréat du prix des pyramides d'argent catégorie "Innovation", Tour EKLA pour Icade promotion, 2015
- Trophée bois Ile de France, nouveau bâtiment Maison de LInde, CIUP, Paris, 2013
- Grand Prix Architecture, mention "Habitat collectif", CAUE Rhône Alpes, immeuble de logements énergie positive, Lyon-Confluence en 2013
- Lauréat des Pyramides d'Argent catégorie "innovation" et prix EDF Bleu Ciel en 2012
- Lauréat du Prix des Pyramides d'Argent catégorie "Innovation" et Catégorie "Immobilier d'entreprise" en 2011.
- Lauréat du Prix de l’Équerre d’argent en 2005 pour la Bibliothèque universitaire du campus d'Orléans La Source.
- Lauréat du Prix de la Première œuvre en 1995.
- Lauréat des Albums des Jeunes Architectes en 1992.
- Lauréat du PAN Université en 1991.

## Principales réalisations

Bibliothèque Universitaire des sciences du campus d'Orléans-la-Source

- 1988 - Une Maison pour demain, Paris - Grande halle de la Villette
- 1995 - Maison Rhône-Alpes des Sciences de l'Homme sur le campus de Grenoble
- 1996 - Centre Chorégraphique National de Montpellier en Languedoc Roussillon, direction Mathilde Monnier[6].
- 2000 - Schéma directeur de l'Université Paris-Sud 11 à Orsay.
- 2002 - Les Grands Ateliers de l'Isle d'Abeau.
- 2005 - Bibliothèque Universitaire des Sciences du campus d'Orléans-la-Source.
- 2007 - La Grande Place - Musée de la Cristallerie de Saint-Louis-lès-Bitche
- 2009 - Campus des Comtes de Champagne, centre-ville de Troyes
- 2009 - Schéma directeur du campus LyonTech La Doua à Villeurbanne.
- 2010 - Les studios d'enregistrement du Lendit dans la Plaine Saint-Denis.
- 2011 - Immeuble de 151 logements "Rive de Parc" sur les anciens terrains Renault à Boulogne-Billancourt.
- 2013 - Extension de la Maison de l'Inde. Cité Universitaire Internationale de Paris
- 2017 - ARTEM 3 CAMPUS (Art, Technologie, Management) à Nancy
- 2020 - Le Cardo, bâtiment de l'Université de Strasbourg

## Ouvrages
- San Francisco, la grille sur les collines, éditions Parenthèses, Marseille, 1999
- Les Grands Ateliers, éditions Jean-Michel Place/architecture, Paris, 2003.
- Habiter-Danser-Penser, Centre Chorégraphique de Montpellier, Éditions Jean-Michel Place/architecture, Paris, 2006.
- Florence Lipsky et Pascal Rollet, Les 101 mots de l'architecture à l'usage de tous, collection "101 mots", Archibooks+Sautereau éditeur, Paris, 2009.
- Florence Lipsky, Bikas Sanyal, House of India, the Unknown story of a indo french cooperation, Delhi, COPAL publishing, 2019